# Очеретянка австралійська
Очеретянка австралійська (Acrocephalus australis) — вид співочих птахів з родини очеретянкових (Acrocephalidae).

## Поширення
Вид поширений в Австралії, а також трапляється на сході Індонезії, у Новій Гвінеї та на архіпелазі Бісмарка. Середовище існування включає водно-болотні угіддя, береги озер, стоячі та проточні води, а також зрошувані оброблені землі.

## Опис
Ця очеретянка середнього розміру з короткими крилами, довгим хвостом і довгим дзьобом. Тіло завдовжки 15-16 см. Верх від однотонного коричневого до оливково-коричневого кольору, голова трохи темніша. Надочна смуга блідо-жовто-коричнева, борода сіро-коричнева, вушні раковини жовтувато-коричневі, до спини стають темнішими. Крила і хвіст темно-коричневі, низ білуватий, біля горла світліший, на боках і грудях з боків коричневий. Райдужка темна, дзьоб коричневий, ноги чорно-бурі. Статі не відрізняються. У молодих особин пір'я темніше, ніж у дорослих.

## Спосіб життя
Трапляється у заростях очерету. Раціон складається з комах, включаючи бабок, двокрилих, прямокрилих, жуків і павукоподібних, яких шукають в густій рослинності. Сезон розмноження з двома виводками припадає на період з вересня по лютий. Гніздо будують обидва партнери. Воно висить на стеблі очерету на висоті 30-200 см над поверхнею води. Кладка складається з 2-4 яєць, які висиджує самиця близько 14 днів. Молодняк вигодовують обоє батьків.

## Підвиди
Включає три підвиди:
- A. a. sumbae E. J. O. Hartert, 1924 — Малі Зондські острови, Нова Гвінея, архіпелаг Бісмарка та Соломонові острови.
- A. a. gouldi Dubois, AJC, 1901 — Західна Австралія
- A. a. australis (Gould, 1838) — східна та південно-східна частини Австралії.